# Филарет (Гумилевский)
Архиепископ Филаре́т (в миру Дми́трий Григо́рьевич Гумиле́вский, при рождении Конобе́евский; 23 октября [4 ноября] 1805, Лесное Конобеево, Шацкий уезд, Тамбовская губерния — 9 [21] августа 1866, Конотоп, Черниговская губерния) — священнослужитель Русской православной церкви, библеист, библиограф, богослов, издатель древних текстов, канонист, критик, литургист, патролог, переводчик, церковный историк и миссионер. Епископ Рижский и викарий Псковской епархии с 21 декабря 1841 [2 января 1842] по 6 [18] ноября 1848 года. Епископ Харьковский и Ахтырский с 6 [18] ноября 1848 по 7 [19] апреля 1857 года, затем получил сан архиепископа, прослужив с ним до 2 [14] мая 1859 года. Архиепископ Черниговский и Нежинский с 2 [14] мая 1859 по 9 [21] августа 1866 года.
Работал в Московской духовной академии библиотекарем, инспектором, ректором и заведующим кафедры церковной истории. Во время служения в Прибалтике способствовал распространению православия: при нём эту веру приняли более ста тысяч протестантских крестьян. В Харькове и Чернигове развивал духовное образование.
Канонизирован в лике местночтимого святого Черниговской епархии 14 апреля 2009 года, в лике святителей — 25 октября того же года. День памяти — 9 [21] августа.

## Биография

### Ранняя жизнь и работа в Московской духовной академии
Дмитрий Григорьевич Конобеевский родился 23 октября 1805 года в деревне Лесное Конобеево, относившейся к Шацкому уезду Тамбовской губернии, в семье священнослужителя Григория Афанасьевича и Анастасии Васильевны Конобеевских. В возрасте семи лет Дмитрий поступил в Вышенскую пустынь, а в девять лет — в Шацкое духовное училище, в котором епископ Тамбовский Иона (Васильевский), принимая во внимание невысокий рост и смирение Дмитрия, присвоил ему новую фамилию — Гумилевский (от лат. humilis — «низкий» и лат. humilitas — «смиренный»). В 1819 году Дмитрий окончил Шацкое училище и начал учёбу в Тамбовской духовной семинарии, после которой в 1826 поступил в Московскую духовную академию.
В академии 19 августа 1829 года Дмитрий был пострижен в монахи. Во время церемонии митрополит Филарет (Дроздов) присвоил ему своё имя. 3 февраля 1830 года Филарет (Гумилевский) стал иеродиаконом, а 29 июня — иеромонахом. Затем работал библиотекарем в академии, а после её окончания в 1831 году был назначен заведующим кафедры церковной истории. В этот период времени он вёл работу над учебными курсами по церковной истории вместе с Макарием (Булгаковым). В 1832 году Филарет был переведён на кафедру Священного писания, а затем на кафедру нравственного и пастырского богословия. 1 мая 1833 года он занял должность инспектора академии. В том же году стал членом комитета по цензуре церковных книг, а в 1834 — первым членом Радонежского духовного правления. 27 января 1835 года Филарет получил сан архимандрита, а 14 декабря избран ректором академии. 9 марта 1837 года был назначен настоятелем Московского Богоявленского монастыря. За усердную службу 29 апреля 1839 года был награждён орденом святой Анны II степени.

### Епископ Рижский
Филарет стал епископом Рижским и викарием Псковской епархии 21 декабря 1841 года. Его хиротония произошла в Казанском соборе Санкт-Петербурга. В июле 1842 года он переехал в Ригу. В Прибалтике содействовал распространению православия среди исповедующих протестантизм латышей и эстонцев: за семь лет обустроил 20 постоянных церквей и построил 43 временных, открыл 92 прихода, в 1847 году открыл духовное училище в Риге. Также Филарет распространял катехизисы, молитвословы и тексты Литургии на латышском и эстонском языках: с 1841 по ноябрь 1845 года местному населению было роздано около 16 000 экземпляров книг. По результатам его деятельности православие приняли 113 910 прибалтийских крестьян. Обращение крестьян в православие засвидетельствовал Михаил Петрович Розберг, профессор Дерптского университета, в письме графу Николаю Александровичу Протасову. По его словам, все эстонцы принимали православие. Помимо всего этого, по инициативе Филарета в 1843 году был основан журнал «Прибавления к творениям святых отцов».

### Деятельность в Харькове и Чернигове
Филарет был переведён на Харьковскую кафедру 6 ноября 1848 года. 7 апреля 1857 года получил сан архиепископа, а 2 мая 1859 стал архиепископом Черниговским и Нежинским. Во время своего служения он занялся развитием духовного образования: в семинариях и епархиальных училищах контролировал учебный процесс, создавал учебные программы, пополнял библиотеки своими трудами. На территории Харьковской епархии он способствовал строительству женского епархиального училища и новых корпусов в Харьковской семинарии, расширению Покровского собора, переустройству верхней церкви Успенского собора, созданию двух домов со службами и дома для богадельни в Покровском монастыре и благоустройству Хорошевского Вознесенского монастыря, а в Чернигове — перестройке Архиерейского дома и его домовой церкви, а также основанию библиотеки при семинарии, в которую он подарил свои труды и завещал личную библиотеку, состоявшую из 1572 книг. В 1861 году по инициативе Филарета был основан журнал «Черниговские епархиальные известия».
В 1866 году Филарет стал кавалером ордена святого Александра Невского. В этом же году во время объезда епархии он заболел холерой и 9 августа в Конотопе скончался. Его гроб сопровождали 10—12 тысяч крестьян от Конотопа до Чернигова. Тело Филарета было похоронено в крипте Троицкого собора в Чернигове.

## Канонизация
Филарет был причислен к лику местночтимых святых Черниговской епархии 14 апреля 2009 года на заседании Священного Синода Украинской православной церкви Московского патриархата (день памяти — 9 [21] августа). 25 октября произошёл чин прославления Филарета в лике святителей в Троицком соборе Чернигова митрополитом Киевским Владимиром (Сабоданом). После обретения мощи из соборной крипты были перенесены в раку, расположенную в самом соборе.
Имя Филарета 30 ноября 2017 года было внесено в месяцеслов Русской православной церкви. Его мощи вместе с мощами Феодосия и Лаврентия Черниговских были перенесены Черниговской епархией 24 марта 2023 года в Храм всех святых Черниговских этого города. 1 апреля того же года по инициативе министра культуры и информационной политики Александра Владиславовича Ткаченко и адвокатов компании «Миллер» мощи были перенесены назад в Троицкий собор.

## Труды
Настоящую учёную историю Русской Церкви мы имеем со времени выхода в свет «Истории русской церкви».

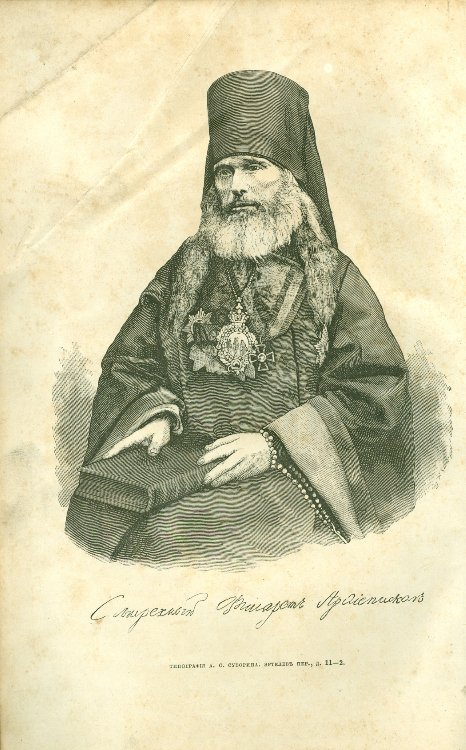
Портрет Филарета в «Беседах о страданиях Господа нашего Иисуса Христа говоренные Филаретом (Гумилевским) архиепископом Черниговским», третье издание 1884 года

Известны 159 трудов Филарета, которые относятся к таким категориям, как экзегетика, догматика, патрология, агиология, церковная история, описания монастырей и епархий, педагогические работы, заметки о тенденциях развития общества, издания источников, библиография и критика.
По мнению Николая Игоревича Солнцева, главным трудом Филарета является «История Русской Церкви», впервые изданная в 1847—1848 годах в Риге и Москве. В ней он систематизировал церковную историю, разделив её на пять периодов: от христианизации Руси до монгольского нашествия (988—1237), от монгольского нашествия до раскола русской митрополии (1237—1410), от раскола митрополии до введения патриаршества (1410—1588), патриаршеский период (1588—1720) и Синодальный период (1720—1826). Для каждого из периодов в этой работе излагается информация о церковном управлении, богослужении и учении, распространении христианства и жизни общества. Согласно оценке Энциклопедического словаря Брокгауза и Ефрона, «История Русской Церкви», несмотря на объём, не соответствует научным требованиям, так как изложение опирается на точку зрения богословия: сначала описываются заслуги иерархов и святых, а затем отклонения от христианского учения (ереси и расколы). Также в ней отсутствует описание восприятия и отклонения христианства русским народом.
К другим важным трудам Филарета относятся: «Историко-статистическое описание Харьковской епархии», «Историческое учение об отцах церкви», «Слова и беседы Филарета, архиепископа Харьковского и Ахтырского», «Исторический обзор песнопевцев и песнопения греческой церкви», «Общий обзор Черниговской епархии», «Русские святые, чтимые всею церковию или местно», «Опыт объяснения на послание апостола Павла к Галатам», «Святые южных славян», «Учение Евангелиста Иоанна о слове», «Святые подвижницы восточной церкви» и др.
Согласно оценке Русского биографического словаря, труды Филарета содержат такие недостатки, как поспешные выводы и резкие суждения, однако благодаря объёму излагаемых сведений они могут быть использованы как справочный материал. Григорий Захарович Елисеев считал Филарета талантливым богословом и ставил его на один уровень со знаменитыми иностранными богословами. По словам Мануила (Лемешевского), Филарет был трудоголиком, поэтому в его трудах содержатся много заметок и статей с критикой. По словам Александра Владимировича Меня, в своих трудах Филарет хотел раскрыть многосторонность учения святых отцов, считая, что они, подобно преданиям, имели различные и иногда ошибочные мнения. По мнению Антона Владимировича Карташёва, эти труды отличают «краткость, субъективность и резкость в выражениях».
По мнению иеромонаха Иоанна (Короля), важнейшим вкладом Филарета в науку является его исторический метод, который заключается в критическом анализе источников, а также гипотез и теорий, основанных на них. Впервые данный метод использовался как самим Филаретом, так и его современниками, такими как Евгений (Болховитинов) и Макарий (Булгаков).
За свою научную деятельность Филарет удостоился звания члена Общества истории и древностей Российских (1847), Императорского Русского географического общества (1852), Русского археологического общества (1856), а также почётного члена Московского и Харьковского (в 1851/1852) университетов, Копенгагенского общества древностей, Московской, Санкт-Петербургской и Киевской духовных академий (в последней получил степень доктора богословия в 1860 году).

## Список основных трудов

### Книги
- Филарет (Гумилевский). История Русской Церкви: Периоды 1—5. — Москва, Рига: Издательство Сретенского монастыря, 1847—1848.
- Филарет (Гумилевский). Черниев Николаевский монастырь. — Харьков: Типография Харьковского университета, 1849.
- Филарет (Гумилевский). Слова и беседы Филарета, епископа Харьковского и Ахтырского, говоренные в Риге. — М., 1850.
- Филарет (Гумилевский). Черноморская Николаевская обитель при Лебяжьем лимане. — Харьков, 1856.
- Филарет (Гумилевский). Беседы о страданиях Господа нашего Иисуса Христа, говоренные Филаретом, епископом Харьковским и Ахтырским: В 2 ч. — М., 1857.
- Филарет (Гумилевский). Глас Божий к грешнику. — Чугуев: Типография украинского военного поселения, 1857.
- Филарет (Гумилевский). Историко-статистическое описание Харьковской епархии. — М., 1857—1859.
- Филарет (Гумилевский). Слова и беседы Филарета, архиепископа Харьковского и Ахтырского. — 1858—1859.
- Филарет (Гумилевский). Историческое учение об отцах Церкви. — СПб., 1859.
- Филарет (Гумилевский). Обзор русской духовной литературы, 862—1720. — Харьков, 1859—1861.
- Филарет (Гумилевский). Исторический обзор песнопевцев и песнопения Греческой Церкви, с примечаниями и снимками древних нотных знаков. — СПб., 1860.
- Филарет (Гумилевский). Общий обзор Черниговской епархии. — Чернигов, 1861.
- Филарет (Гумилевский). Кафедральные черниговские монастыри: Ильинский, Елецкий и Борисоглебский. — Чернигов, 1861.
- Филарет (Гумилевский). Крупецкий Батуринский монастырь. — Чернигов, 1861.
- Филарет (Гумилевский). Козелецкий Георгиевский монастырь. — Чернигов, 1862.
- Филарет (Гумилевский). Опыт объяснения на послание апостола Павла к Галатам. — Чернигов, 1862.
- Филарет (Гумилевский). Русские святые, чтимые всей Церковью или местно: Опыт описания жизни их. — Чернигов, 1861—1864.
- Филарет (Гумилевский). Слова, беседы и речи Филарета, архиепископа Черниговского и Нежинского. — 2-е изд. — Чернигов, 1863.
- Филарет (Гумилевский). Православное догматическое богословие. — Чернигов, 1864.
- Филарет (Гумилевский). Святые южных славян: Опыт описания жизни их. — Чернигов, 1865.
- Филарет (Гумилевский). Сокращенная история русской церкви. — СПб., 1869.
- Филарет (Гумилевский). Учение Евангелиста Иоанна о слове. — 1869.
- Филарет (Гумилевский). Жития святых подвижниц Восточной Церкви. — 2-е изд. — СПб., 1885.
- Филарет (Гумилевский). Историко-статистическое описание Черниговской епархии. — Чернигов, 1873.
- Филарет (Гумилевский). Исторический обзор песнопевцев и песнопения греческой церкви. — 3-е изд. — СПб.: Издание книгопродавца И. Л. Тузова, 1902.

### Статьи
- Филарет (Гумилевский). Максим Грек // Москвитянин. — 1842. — № 11. — С. 45—96.
- Филарет (Гумилевский). Изыскание о проповеднике XIII столетия, епископе владимирском Серапионе // Прибавления к Творениям святых Отцов. — 1843. — С. 92—96.
- Филарет (Гумилевский). Свидетельство времен апостольских о том, как должно писать имя Иисус и изображать крест // Прибавления к Творениям святых Отцов. — 1843. — С. 270—275.
- Филарет (Гумилевский). Откуда коронные жители Лифляндии получили христианство: с востока или с запада? // Москвитянин. — 1843.
- Филарет (Гумилевский). Несколько слов о книге: Стоглав // Москвитянин. — 1845. — № 12. — С. 135—139.
- Филарет (Гумилевский). Содержание рукописи: «Златая Чепь», принадлежащей началу XIV века // Чтения Московского общества истории и древностей российских. — 1846. — № 2. — С. 45—46.
- Филарет (Гумилевский). Исследование о смерти царевича Димитрия // Чтения Московского общества истории и древностей российских. — 1858. — С. 1—32.
- Филарет (Гумилевский). Рязанские иерархи // Христианское чтение. — 1859. — № 1. — С. 178—184.
- Филарет (Гумилевский). Библейские книги 1507 года // Известия Отделения русского языка и словесности Императорской Академии наук. — 1859—1860. — Т. 8, вып. 2. — С. 144—150.
- Филарет (Гумилевский). Геннадий, патриарх константинопольский // Православное обозрение. — 1860.
- Филарет (Гумилевский). Когда должно начинать воспитание человека в вере? // Черниговские епархиальные известия. — 1861. — № 1. — С. 22—26.
- Филарет (Гумилевский). Новое вино в ветхих мехах // Душеполезное чтение. — 1861. — № 1. — С. 391—395.

### Комментарии
1. ↑  Даты в данном разделе даны по старому стилю.

### Использованная литература

#### На русском языке
- Владимир (Швец), Куделко С. М., Павлова О. Г. Архипастыри Харьковской епархии. — Харьков: Бизнес Информ, 1999. — 124 с. — ISBN 966-7080-78-1.
- Громыко М. М. Значение личной религиозности в контактах церкви и власти при императоре Николае I // Традиции и современность. — 2015. — № 17. — С. 112—129. — ISSN 2687-1122.
- Гумеров А. Три четверти академического богословия: (Духовное наследие «Прибавлений к творениям святых отцов» и «Богословского вестника») // Богословский вестник. — 1993. — Т. 1, № 1. — С. 21—39.
- Иоанн (Король). Архиепископ Филарет (Гумилевский) как церковный историк // Богословско-исторический сборник. — 2020. — № 1. — С. 142—155.
- Карташёв А. В. Очерки по истории Русской Церкви. — Москва: Терра, 1993. — Т. 1. — 686 с.
- Литвин Е. Святитель Филарет (Гумилевский): неустанный служитель церкви и науки // Res Humanitariae. — 2017. — С. 291—302. — ISSN 1822-7708.
- Мень А. В. Библиологический словарь. — Москва: Фонд имени Александра Меня, 2002. — Т. 3. — 529 с. — ISBN 9785898310288.
- Пидан И. Канонизация святителя Филарета (Гумилевского) // Святитель Філарет (Гумілевський): людина, архіпастир, науковець: збірник матеріалів Всеукраїнської науково-практичної конференції, присвяченої 150-літтю з дня преставлення святителя Філарета (Гумілевського) та з нагоди десятої річниці Чернігівського інституту мистецтв та менеджменту культури Національної академії керівних кадрів культури і мистецтв. — 2016. — С. 24—25.
- Поляков Ф. Б. О раннем периоде археографического изучения сборника «Златая чепь» из собрания Троице-Сергиевой лавры // Полата кънигописьная. — 2006. — С. 2—14.
- Сластён А. Просветительская деятельность преосвященнейшего Филарета, архиепископа Черниговского и Нежинского // Святитель Філарет (Гумілевський): людина, архіпастир, науковець: збірник матеріалів Всеукраїнської науково-практичної конференції, присвяченої 150-літтю з дня преставлення святителя Філарета (Гумілевського) та з нагоди десятої річниці Чернігівського інституту мистецтв та менеджменту культури Національної академії керівних кадрів культури і мистецтв. — 2016. — С. 19—23.
- Солнцев Н. И. Историческая концепция архиепископа Черниговского Филарета (Гумилевского) в работе «История Русской Церкви» // Вестник Нижегородского университета им. Н. И. Лобачевского. — 2003. — № 2. — С. 154—161.
- Филарет (Гумилевский) // Русский биографический словарь : в 25 томах. — СПб., 1901. — Т. 21: Фабер — Цявловский. — С. 80—83.
- Филарет (Гумилевский) // Энциклопедический словарь Брокгауза и Ефрона : в 86 т. (82 т. и 4 доп.). — СПб., 1902. — Т. XXXVa. — С. 738—739.
- Филарет историк церкви // Уланд — Хватцев [Электронный ресурс]. — 2017. — С. 333. — (Большая российская энциклопедия : [в 35 т.] / гл. ред. Ю. С. Осипов ; 2004—2017, т. 33). — ISBN 978-5-85270-370-5.
- Хондзинский П. В. Учитель и ученик: святитель Филарет Московский и святитель Филарет Черниговский // Филаретовский альманах. — 2018. — Вып. 14. — С. 65—87.

#### На других языках
- Зайцев Б. П., Кадєєв В. І., Куделко С. М., Марченко О. С., Мигаль Б. К., Посохов С. І. Почесні члени Харківського університету. Біографічний довідник (укр.). — Харьков: Харьковский национальный университет имени В. Н. Каразина, 2015. — 356 с. — ISBN 978-966-285-168-7.
- Маслюк О. Ю. Черниговские епархиальные известия» як джерело з вивчення становища РПЦ за доби правління Миколи І (укр.) // Збірник наукових праць Харківського національного педагогічного університету імені Г. С. Сковороди. Серія: Історія та географія. — 2011. — С. 155—160.